# Zpět k Methusalemovi
Zpět k Methusalemovi  (1918–1920, Back to Methuselah)  je dramatická pentalogie anglického dramatika irského původu Georga Bernarda Shawa, nositele Nobelovy ceny za literaturu za rok 1925. Jde o filozofickou utipoii s podtitulem A Metabiological Pentateuch (Metabiologický Pentateuch), nazvanou podle biblického patriarchy Metuzaléma, který se dožil věku 969 let.
Cyklus vyšel tiskem roku 1921 a poprvé byl uveden roku 1922 v New Yorku. Skládá s těchto pěti her:
- In the Beginning (Na začátku), odehrávající se v biblickém ráji,
- The Gospel of the Brothers Barnabas (Evangelium bratří Barnabášů), odehrávající se v současnosti,
- The Thing Happens (Věc, která se stala), odehrávající se v budoucnosti v roce 2170,
- Tragedy of an Elderly Gentleman (Tragédie staršího džentlmena), odehrává se v budoucnosti v roce 3000,
- As Far as Thought Can Reach (Kam až myšlenka dohlédne), odehrávající se v budoucnosti v roce 31920.

Shaw v tomto svém díle vytvořil jakési dramatické panorama lidského vývoje, počínající svérázně přetvořenou bájí o Adamovi a Evě a mířící do nedozírné budoucnosti kam až myšlenka dohlédne (z tohoto hlediska lze cyklus zařadit také mezi díla science-fiction). Najdeme v něm znamenité satirické scény na soudobou společnost i aktuální charakterové karikatury politiků. Dílo je však přetíženo myšlenkami nietscheovského nadčlověka, jehož dlouhověkost umožní lidstvu vyřešit naléhavé sociální i životní problémy, s nimiž se potýká, a na které dnešní rozháraný člověk nestačí. Tím ovšem Shaw přesunul řešení společenských a ekonomických konfliktů do sféry utopicky pojaté biologie, která poněkud utlumila jeho kritický pohled na svět.